# Campionats del món de ciclocròs de 1950
Els Campionats del món de ciclocròs de 1950 foren la primera edició dels mundials de la modalitat de ciclocròs i es disputaren el 4 de març de 1950 a París, França. La competició consistí en una única cursa masculina.

## Resultats
| Prova                | Or                  | Or      | Plata                   | Plata | Bronze                | Bronze   |
| Cursa elit masculina | Jean Robic · França | 51' 44" | Roger Rondeaux · França | m. t. | Pierre Jodet · França | + 1' 58" |

## Classificació de la prova masculina elit
| Pos. | Ciclista              | País    | Temps    |
| ---- | --------------------- | ------- | -------- |
| 1    | Jean Robic            | França  | 51' 44"  |
| 2    | Roger Rondeaux        | França  | m. t.    |
| 3    | Pierre Jodet          | França  | + 1' 58" |
| 4    | Georges Meunier       | França  | + 2' 47" |
| 5    | Nello Sforacchi       | Itàlia  |          |
| 6    | Martin Metzger        | Suïssa  |          |
| 7    | Sergio Toigo          | Itàlia  |          |
| 8    | Georges Vandermeirsch | Bèlgica |          |
| 9    | Roland Fantini        | Suïssa  |          |
| 10   | Eugène Jacobs         | Bèlgica |          |

## Medaller
| Posició | País   | Or | Plata | Bronze | Total |
| 1       | França | 1  | 1     | 1      | 3     |